# Stettins voetbalkampioenschap 1909/10
In 1909/10 werd het cizesz Stettins voetbalkampioenschap gespeeld, dat georganiseerd werd door de Pommerse voetbalbond. Officieel speelde de competitie onder de noemer Verband Berliner Ballspielverein - Ostgruppe Stettin omdat de Pommerse voetbalbond onderdeel geworden was van de Berlijnse voetbalbond. Blücher Stettin werd kampioen en doorbrak hiermee de hegemonie van Titania. De club nam nog niet deel aan verdere regionale eindrondes. De club speelde wel een wedstrijd tegen de Berlijnse kampioen van de tweede klasse, BTuFC Alemannia 90, die met 1-5 verloren werd. 

## Eindstand
| Plaats | Club                          | Wed. | W  | G | V  | Saldo | Ptn   |
| ------ | ----------------------------- | ---- | -- | - | -- | ----- | ----- |
| 1.     | SC Blücher 1904 Stettin       | 12   | 10 | 0 | 2  |       | 20:4  |
| 2.     | Stettiner FC Titania          | 12   | 10 | 0 | 2  |       | 20:4  |
| 3.     | Stettiner SC Preußen 1901     | 12   | 9  | 0 | 3  |       | 18:6  |
| 4.     | Stettiner SpVgg 05            | 12   | 6  | 1 | 5  |       | 13:11 |
| 5.     | Sport 08 Stettin              | 12   | 4  | 0 | 8  |       | 8:16  |
| 6.     | Stettiner SpVgg Teutonia 1904 | 12   | 2  | 0 | 10 |       | 4:20  |
| 7.     | Stettiner FC Union            | 12   | 0  | 1 | 11 |       | 1:23  |

|  | Play-off            |
|  | Degradatie play-off |
|  | Degradatie          |

### Play-off
| Team 1          | Uitslag | Team 2          |
| --------------- | ------- | --------------- |
| Blücher Stettin | 1:0     | Titania Stettin |

### Degradatie play-off
| Team 1                     | Uitslag | Team 2                   |
| -------------------------- | ------- | ------------------------ |
| SC Sport-Britannia Stettin | 5:3     | Stettiner SpVgg Teutonia |